# HELIOS
Pour les articles homonymes, voir Hélios (homonymie).

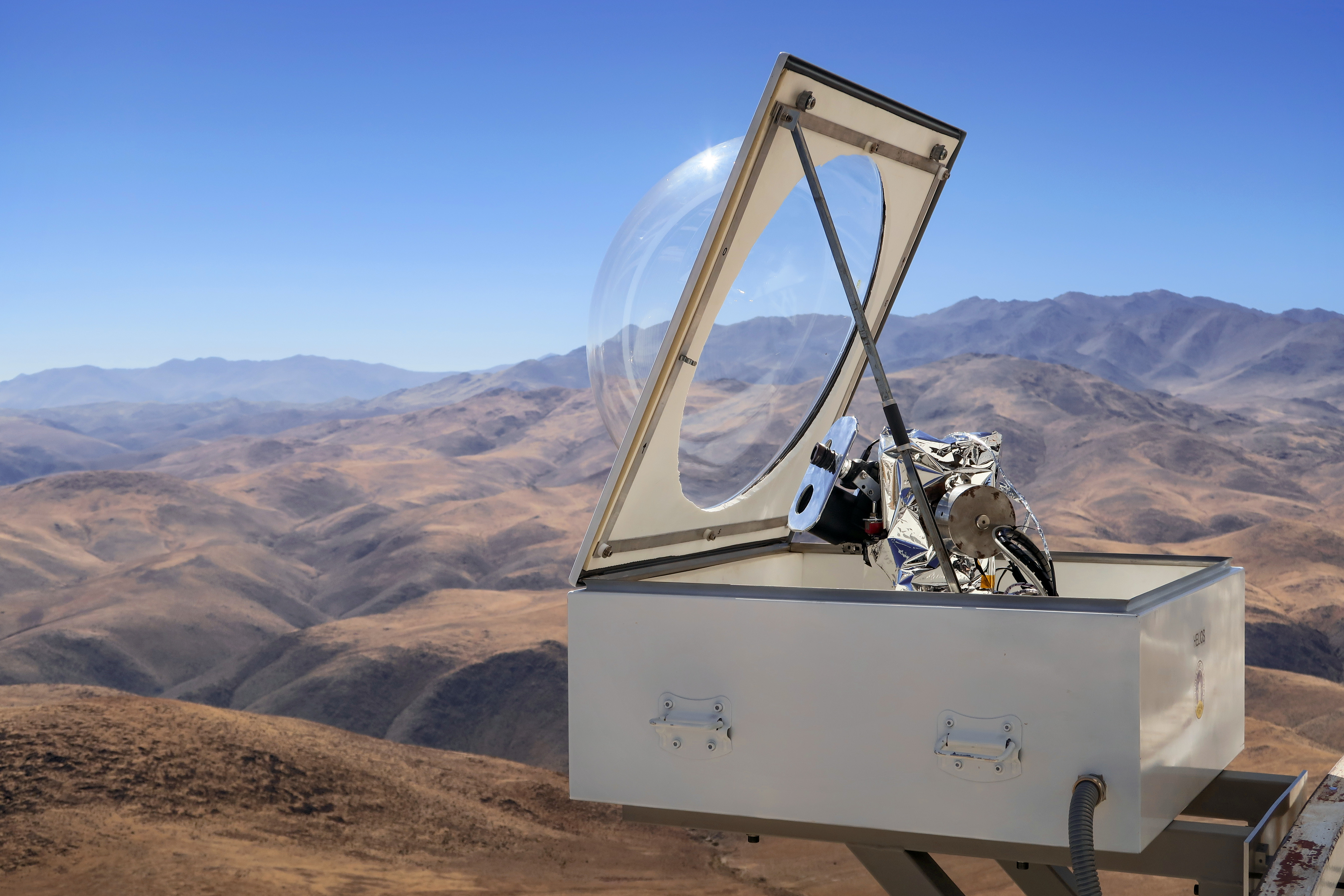
Vue d'HELIOS lié au télescope solaire ESO de 3,6 m à La Silla (Chili).

HELIOS, HARPS Experiment for Light Integrated Over the Sun (« Expérience avec HARPS pour la lumière intégrée sur le Soleil »), est un télescope solaire servant à alimenter le spectrographe HARPS installé sur le télescope de 3,6 mètres de l'ESO, à l'Observatoire de La Silla, au Chili.
HELIOS a été mis en service en avril 2018. Cet instrument a été construit dans le cadre d'un accord entre l'Observatoire européen austral (ESO), l'Université de Genève et le Centre d'astrophysique de l'Université de Porto. L'équipe de la mise en service consistait de Xavier Dumusque (Genève), le chercheur principal du projet, de Pedro Figueira (ESO), co-chercheur principal, de François Wildi (Genève), ingénieur système, de Gaspare Lo Curto (ESO), de Thibault Pirson et de Thibault Wildi, ingénieurs étudiants.
En alimentant HARPS avec la lumière du Soleil, le but d'HELIOS est d'obtenir la spectroscopie du Soleil à très haute précision pendant plusieurs heures par jour. Cela permettra d'apprendre des choses sur le Soleil lui-même, notamment d'améliorer notre connaissance sur l'activité stellaire (principale limitation dans la détection de planètes jumelles de la Terre avec HARPS), mais aussi d'améliorer les techniques de détection d'exoplanètes. HELIOS consiste en effet en une lentille qui focalise la lumière du Soleil sur une sphère intégrante. La lumière sort de la sphère à travers une fibre optique de 30 mètres de long connecté à l'unité d'étalonnage de HARPS. Toute l'installation est enfermée dans une boîte résistante aux aléas météos et étanche recouverte d'un dôme de plexiglass.
Ce faisant, HELIOS permet d'observer le Soleil comme une étoile.
Le projet HELIOS sera en activité jusqu'en 2022.